# Heinz Hilpert
Heinz Hilpert (1 de marzo de 1890 - 25 de noviembre de 1967) fue un actor y director teatral y cinematográfico de nacionalidad alemana.

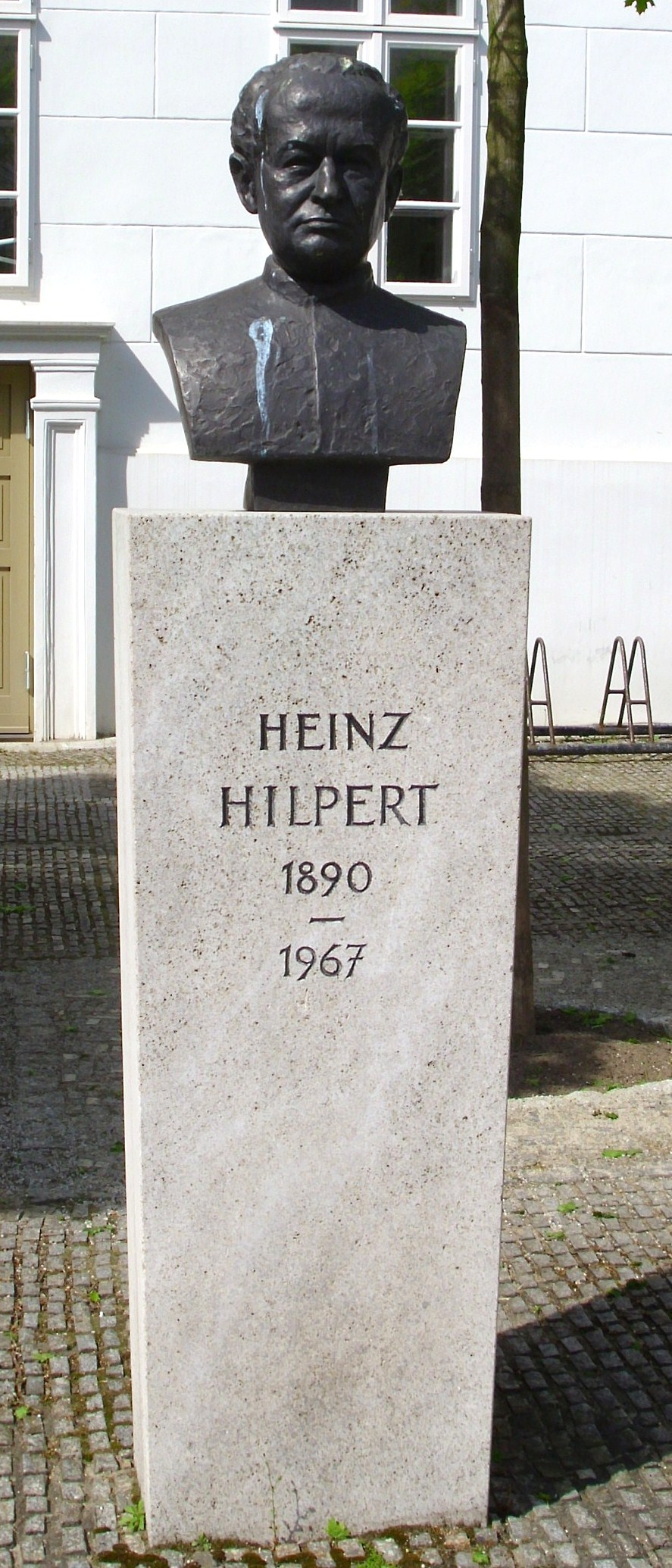
Busto de Heinz Hilpert en el Deutsches Theater de Berlín

## Biografía
Nacido en Berlín, Alemania, fue uno de los grandes directores teatrales alemanes de los años 1920 y 1930. Tras formarse como maestro de escuela primaria, estudió literatura, historia, arte y filosofía en la Universidad Humboldt de Berlín, iniciándose como actor en 1919 en el Volksbühne de dicha ciudad. Aprendió de Carl Zuckmayer, cuyas obras a menudo llevó a escena, y en 1926 Max Reinhardt le llevó al Deutsches Theater de Berlín, dándole el puesto de director. Allí dirigió el 5 de marzo de 1931 el estreno mundial de Hauptmann von Köpenick, obra de   que fue uno de sus grandes éxitos. Tras un breve retorno al Volksbühne en 1932, el régimen Nazi le nombró en 1934 director del Deutschen Theaters sucediendo al exiliado Max Reinhardt, permaneciendo en el cargo hasta el 1 de septiembre de 1944. Tras el Anschluss, Hilpert, desde 1938 a 1945, fue director del Theater in der Josefstadt de Viena. Durante el nazismo Hilpert consiguió mantener en su teatro un cierto grado de libertad artística. Además de su faceta teatral, Hilpert también trabajó ocasionalmente como actor y director cinematográfico.
Finalizada la Segunda Guerra Mundial, su carrera durante el nazismo le produjo grandes problemas para continuar con su trabajo teatral. Vivió un tiempo en Zürich, donde estrenó el 14 de diciembre de 1946 la obra de Carl Zuckmayer Des Teufels General, actuando también en Viena y Salzburgo. En 1947 fue director durante una temporada del Schauspiel Frankfurt de Fráncfort del Meno. Tras la exitosa puesta en marcha del Stadttheater Konstanz en Constanza en 1949, fue director teatral en 1950 en Gotinga. Allí permaneció hasta 1966, convirtiendo al Deutsches Theater de Gotinga en uno de los mejores teatros de la República Federal de Alemania. Como amigo de Zuckmayer llevó a Gotinga sus obras Der Gesang im Feuerofen (1950) y Ulla Winblad (1954). Por su trabajo teatral en Gotinga fue premiado con la medalla de honor de la ciudad, y a partir de 1966 ya trabajó como director independiente.
En Lünen se inauguró el 11 de octubre de 1958 el Theater der Stadt Lünen, con 765 asientos, dando Heinz Hilpert el discurso inaugural. En marzo de 1966 se le cambió el nombre, pasando a ser el ‘‘Heinz-Hilpert-Theater’’. Desde 1955 Hilpert fue miembro de pleno derecho de la Academia de las Artes de Berlín.
Entre los artistas que se formaron con Hilpert figuran Jan Schlubach, Götz George y Hermann Wedekind. Su legado se conserva en la Academia de las Artes de Berlín. 
Heinz Hilpert falleció en Gotinga, Alemania, en 1967.

## Premios
- 1960: Medalla de Honor de Gotinga[2]

## Filmografía

### Como actor
- 1920: Der Knabe Eros
- 1922: Brüder
- 1924: Namenlose Helden
- 1927: Prinz Louis Ferdinand
- 1953: Königliche Hoheit
- 1954: Die goldene Pest
- 1955: Die Barrings
- 1955: Drei Mädels vom Rhein
- 1955: Rosen im Herbst

### Como director
- 1931: Drei Tage Liebe (también guionista)
- 1932: Ich will dich Liebe lehren
- 1934: Liebe, Tod und Teufel (Codirector)
- 1935: Lady Windermeres Fächer
- 1939: Die unheimlichen Wünsche
- 1948: Der Herr vom andern Stern

## Dirección teatral
- 1931: Geschichten aus dem Wiener Wald, de Ödön von Horváth, estreno mundial en el Deutschen Theater de Berlín